# Сукоб у Кабашу
Сукоб у Кабашу представља борбена дејства Војске Југославије усмерена на заузимање упоришта специјалаца ОВК у селу Кабаш, општина Призрен, 17. марта 1999. године. То је била једна од многих антитерористичких акција које је српска војска и полиција извела током рата на Косову.

## Позадина
Село Кабаш, које се налази источно од пута Призрен - Сува Река на око 1000 метара надморске висине, пред агресију НАТО било је претворено у јако и по мишљењу терориста неосвојиво упориште. Терористи су се у Кабашу осећали сигурно због положаја овог села. Наиме, до Кабаша који личи на орловско гнездо смештено као на неком бедему, стиже се искључиво теренским возилом путем од Корише. Село је окружено високим планинама. Налази се на левој и десној страни кањона кроз који тече поток из кога је изузетно тешко изаћи горе у село.
С обзиром да су се терористи у Кабашу изузетно добро утврдили и минирали прилазни пут, било је изузетно тешко и максимално ризично напасти их из правца Корише. Зато је команда 549. моторизоване бригаде одлучила да војска приђе Кабашу са терена са којег их терористи сигурно не очекују. Због тога је 16. марта 1999. године део снага пребачен на Брезовицу, а одатле у српска села Јажинце и Севце. Мештани су пре почетка марша војницима поделили цигарете, џак вунених чарапа, сокове, сир са Шар-планине.

## Марш ка Кабашу
Око 23.00 часа 16. марта јединица коју предводи потпуковник Стојан Коњиковац кренула је са водичима у ноћни марш из села Јажинце и Севце ка врховима Тромеђа на 1934 м надморске висине и Мравинац на 1500 м надморске висине. Требало је по дубоком снегу и изузетно хладном времену, брзим маршем, са пуном борбеном опремом, прећи пут од 12 километара и доћи терористима иза леђа. Све је завејано. На том терену нема никаквог пута. Лети има само стаза за ловце.
Војници на себи имају опрему тешку 25 кг - два борбена комплета муниције, бомбе, оружје, храну, воду, зоље. Под тежином опреме газе снег дубине једног метра, савлађујући велики успон. Готово вертикално треба да се попну са 1037 на 1934 метра надморске висине. Маршује се високопланинским стеновитим тереном пошумљеним ниском макијом. Снег који веје са успоном постаје све дубљи. Дува ледени ветар док се под великим напором војници зноје и успорено дишу. Промрзли су и исцрпљени, а тек их чека борба. Маршује се у беспрекорној тишини. Борци су физички веома добро припремљени што им је и омогућило да се терористима привуку са терена одакле они нису ни сањали да ће доћи.
Како је снег затрпао све стазе колона иде шумом и увалама. Толико је стрмо да је нагиб терена чак 45 степени. Иду један иза другог да би се олакшало кретање кроз снег. Повремено застају ради прикупљања колоне и оријентисања. Око 07.30 часова, после девет сати готово немогућег марша, излазе на врх планине. Са превоја се спуштају нешто ниже. Колона се дели на два дела да би се направио леви и десни обухват. Тада други део јединице креће из касарне. Нису кренули раније да терористи не би открили акцију. Терористи су у обручу. Војска из касарне се пење према њима а снаге које су ноћним маршем избиле на планину спуштају се према упоришту терориста који уочавају покрет војних возила и крећу у извлачење према Жар планини.

## Ликвидација терориста
Командант 549. моторизоване бригаде, пуковник Божидар Делић, који предводи снаге из касарне, обавештава потпуковника Коњиковца да се терористи извлаче. Коњиковац развлачи снаге ради поседања линије блокаде. У том тренутку долази до контакта са групом терориста у црним униформама. Војска је само неколико минута пре терориста избила на положаје који надвисују њихове. Једни од других су удаљени само десетак метара. Почиње међусобна борба. Војници су прецизнији и туку жешћом ватром. Терористи се повлаче назад. Потпуковник Коњиковац мора још да развуче снаге да би спречио бекство терориста и због тога се повећава међусобна раздаљина војника на 25 метара. Борци заузимају положаје и маскирају се.
Убрзо наилази нова група терориста. У том тренутку потпуковник Коњиковац, који је претходно имао богато ратно искуство са Косова, из окрета и из веома неповољног положаја отвара ватру на терористу који је запуцао и ликвидира га. Коњиковац и два војника у његовој близини нису повређена захваљујући муњевитој реакцији потпуковника ВЈ, касније најмлађег пуковника у историји ВЈ. У групи са убијеним терористом ликвидирани су и девојка у црној униформи и један муџахедин. Након тога, терористи се повлаче ка Кабашу и правећи маневар покушавају да се извуку преко брда Брешта. Али наилазе на борце пуковника Делића који су их зауставили и ликвидирали 6 терориста.
Од снајперског метка погинуо је војник Владимир Марковић (1979) из Јагодине. Војници су наставили стезање обруча уз честе сукобе са групама терориста. Убрзо јединица овладава комплетним простором Кабаша у коме су пронађени пољски кревети, шатори, вреће за спавање, муниција, лекови, медицинска опрема, униформе, документација. Изванредном акцијом терористи су ухваћени у обруч и ликвидирани. Мало њих се извукло.

## Занимљивости
- Марш ка Кабашу је био најтежи марш српских снага безбедности током рата на Косову и Метохији 1998-1999. године, при чему су војници, после девет сати изузетно напорног успона на температури испод нуле, пробијајући се кроз снежну вејавицу, превалили 12 км и одмах, без предаха, ушли у борбу у којој су високо професионално и ефикасно извршили најтежу акцију - разбијање елитног терористичког одреда.
- Кабаш је познат по злочину који су мештани тог села починили над српском војском током Албанске голготе у Првом светском рату. Албанци су примили на ноћење мајора са 60 војника који се повлачио ка Албанији. Мада су имали договор са мајором, Албанци су њега и његове војнике на превару заклали и сахранили у масовну гробницу. Злочин је откривен тек 1920-их година 20. века.